# Bothropolys yoshidai
Bothropolys yoshidai är en mångfotingart som beskrevs av Masatoshi Takakuwa 1939. Bothropolys yoshidai ingår i släktet Bothropolys och familjen stenkrypare. Inga underarter finns listade i Catalogue of Life.